# T27 (міноносець)
T27 (нім. T 27) — військовий корабель, міноносець типу 1939 Кріґсмаріне за часів Другої світової війни.
Міноносець T27 закладений 2 липня 1941 року на верфі заводу Schichau-Werke в Ельблонзі, 20 червня 1942 року спущений на воду, а 17 квітня 1943 року корабель уведений до складу військово-морських сил Третього Рейху. T27 брав участь у бойових діях в атлантичних водах, біля берегів Франції та Норвегії. Після введення до строю переведений до Західної Франції, де протягом року забезпечував прикриття проривачам блокади, які рушили Біскайською затокою до та з портів окупованої Франції. Бився у битві в цій затоці наприкінці року. 29 квітня 1944 року внаслідок бою з канадськими есмінцями «Атабаскан» і «Хаїда» випадково сів на мілину поблизу північного узбережжя Бретані; пізніше згорів і добитий британцями на місці аварії.

## Історія служби
24–26 грудня 1943 року T27 входив до кораблів ескорту судна MV Osorno (6951 GRT), що проривало блокаду й рушило через Біскайську затоку. Інший проривач блокади, рефрижераторне вантажне судно MV Alsterufer вантажопідйомністю 2729 брт, слідував за Osorno кілька днів, а чотири есмінці 8-ї флотилії і шість міноносців 4-ї флотилії відпливли 27 грудня, щоб супроводжувати його через затоку. Союзники, завдяки розшифровці «Ультра», знали про плани противника щодо прориву блокади та розмістили крейсери та літаки в Західній Атлантиці, щоб перехопити їх під час операції «Стоунвол». Важкий бомбардувальник Consolidated B-24 Liberator 311-ї ескадрильї Королівських ПС потопив Alsterufer пізніше того дня.
Але, німецькі кораблі до наступного дня не знали про затоплення й продовжили рух до місця рандеву. Вони були помічені американським бомбардувальником «Ліберейтор» вранці 28 грудня, і британські легкі крейсери «Глазго» та «Ентерпрайз», вирушили їм на перехоплення. До цього часу погода значно погіршилася. Використовуючи свій радар, «Глазго» першим відкрив вогонь о 13:46 з відстані 19 600 метрів (21 400 ярдів), а «Ентерпрайз» — почав вести вогонь вслід за ним за кілька хвилин. Приблизно в той час німецькі есмінці почали стріляти у відповідь з гармат і торпед; всі останні промахнулися, і лишень о 14:05 сталося одне влучення торпеди в «Глазго». Капітан-цур-зее Ганс Ердменгер, командир 8-ї флотилії, вирішив розділити свої сили і наказав міноносцям Z23, Z27, T22, T25 і T26 повернути на північ о 14:18. Крейсери переслідували північну групу і потопили Z27, T25 і T26. Усі кораблі південної групи, включаючи T27, змогли успішно відірватися.
21-22 березня 1944 року T27, діючи разом з міноносцями T29, «Ягуар», «Мюве», «Грайф» і «Кондор» типу 1923, здійснював постановку мінного поля на підступах до Гавра та Фекама.
У ніч з 21 на 22 квітня 1944 року 4-та флотилія, яка тепер складалася з T24, T27 і T29, вийшла з Шербура до Сен-Мало. В ніч з 25 на 26 квітня, після встановлення мінного поля поблизу островів Сет-Іль на північному узбережжі Бретані, флотилія зіткнулася з силами союзників, які складалися з легкого крейсера «Блек Прінс» та есмінців «Ашанті», «Атабаскан», «Хаїда» та «Гурон», що діяли неподалік від Іль-де-Ба. Німецька берегова артилерія безрезультатно обстріляла кораблі союзників, і командир флотилії корветтен-капітан Франц Колауф попрямував на захід у пошуках кораблів союзників, але о 02:07 радар «Блек Прінса» першим помітив німців на відстані 21 000 ярдів (19 000 м). Невдовзі німці також виявили кораблі союзників і змінили курс. Британські та канадські кораблі були швидшими за німецькі міноносці та до 02:20 скоротили дистанцію до 13 000 ярдів (12 000 м), коли «Блек Прінс» почав стріляти освітлювальними снарядами. Есмінці з відстані 9000 ярдів (8200 м) вели вогонь по T24 і T27, незабаром крейсер «Блек Прінс» відкрив вогонь у підтримку, доки одна з його передніх башт не заклинила. Вогонь союзників був точним, і о 02:31 один снаряд уразив T27, унаслідок чого, той знизив швидкість до 12 вузлів (22 км/год); Колауф наказав кораблю відходити до затоки Морле, і союзники втратили його радіолокаційне відображення серед скель затоки. T24 безрезультатно вистрілив із кормових торпедних апаратів у своїх переслідувачів, а потім у нього влучили два снаряди в надбудову, що викликало пожежу, яку швидко загасили. О 02:54 він безрезультатно випустив торпеди, що залишилися, і приблизно в той самий час снаряд вивів з ладу кермо T29. «Ашанті» та «Гурон» зосередилися на T29, тоді як «Хайда» та «Атабаскан» продовжували переслідування T24. Але T24 встиг прорватися до Сен-Мало, а канадські есмінці повернулися, щоб допомогти потопити T29.
У ніч з 26 на 27 квітня, після аварійного ремонту, Т27 приєднався до Т24 у Сен-Мало. Вони вирушили разом з Сен-Мало до Бреста наступної ночі й були помічені британським береговим радаром. Біля острова Іле-Вірже (фр. Île Vierge) німців перехопили канадські есмінці «Хайда» та «Атабаскан». О 04:12 «Хайда» випустив освітлювальну ракету у повітря та розпочав обстріл противника; німці у відповідь поставили димову завісу і відвернули назад. Відступаючи обидва міноносці випустили всі свої торпеди. Одна з торпед T24 влучила в «Атабаскана». Незабаром після цього він вибухнув, ймовірно, від вибуху льоху, і затонув о 04:42. «Хайда» переслідував T27 і влучив у нього принаймні сім разів, підпаливши корабель противника. Намагаючись прорватися Абер Врак (фр. Aber Wrac'h) під прикриття берегової артилерії, T27 випадково сів на мілину; «Хайда» продовжував обстріл міноносця й той спалахнув, а потім повернувся, щоб врятувати тих, хто вижив на борту «Атабаскана». Екіпаж T27 не зміг загасити пожежу й о 04:35 залишив корабель, втративши 11 осіб загиблими. Пізніше T24 і пара тральщиків зазнали невдачі у спробі витягти його, але вони врятували 83 члени екіпажу, перш ніж покинути місце аварії. Британські міноносці та авіація знищили затонулий корабель на початку травня.